# Adarwala II
Adarwala II est un village situé dans la région de l'Extrême-Nord du Cameroun, le département du Diamaré, l’arrondissement de Bogo, et le canton de Bogo-Nord. 

## Population
En 1975, la localité comptait 93 habitants, dont 57 Peuls et 36 Massa.
Lors du recensement de 2005, on y a dénombré 210 habitants, dont 93 hommes et 117 femmes.